# Sindangsari (Paseh)
Sindangsari is een bestuurslaag in het regentschap Bandung van de provincie West-Java, Indonesië. Sindangsari telt 11.837 inwoners (volkstelling 2010).